# Radu Drăgușin
Radu Matei Drăgușin (ur. 3 lutego 2002 w Bukareszcie) – rumuński piłkarz, grający na pozycji obrońcy w angielskim klubie Tottenham Hotspur oraz w reprezentacji Rumuni. Uczestnik Mistrzostw Europy 2024. Wychowanek włoskiego Juventusu.

## Kariera klubowa
Treningi piłkarskie rozpoczął w wieku 7 lat w klubie Sportul Studențesc, z którego w 2013 roku trafił do Regal Sport Bukareszt. W 2018 roku został zawodnikiem Juventusu, gdzie początkowo grał w drużynach młodzieżowych. W pierwszym zespole zadebiutował 2 grudnia 2020 w wygranym 3:0 meczu Ligi Mistrzów z Dynamem Kijów. W kwietniu 2021 przedłużył kontrakt z klubem do czerwca 2025. W sierpniu tegoż roku został wypożyczony do końca sezonu do Sampdorii, jednakże już w styczniu 2022 umowa została rozwiązana, a zawodnik trafił na kolejne wypożyczenie do Salernitany. W lipcu 2022 został wypożyczony do Genoi z obowiązkiem wykupu.
W 2023 otrzymał tytuł najlepszego rumuńskiego piłkarza roku. W styczniu 2024 podpisał sześcioletni kontrakt z Tottenhamem. 14 stycznia zadebiutował w tej drużynie w zremisowanym 2:2 meczu z Manchesterem United.

## Kariera reprezentacyjna
Młodzieżowy reprezentant Rumunii. Wraz z kadrą U-21 w 2021 roku zagrał na mistrzostwach Europy, na których wystąpił w jednym spotkaniu. Rumuni zajęli trzecie miejsce w grupie z 5 punktami po wygranej 2:1 z Węgrami oraz dwóch remisach: 1:1 z Holandią i 0:0 z Niemcami i odpadli z dalszej rywalizacji.
W dorosłej reprezentacji zadebiutował 26 marca 2022 w przegranym 0:1 meczu z Grecją. W czerwcu 2024 znalazł się w ścisłej kadrze 26 zawodników powołanych na Euro 2024.

## Życie prywatne
Jest synem koszykarki Svetlany, z d. Simion i siatkarza Dana. Jego siostra Meira również trenowała koszykówkę, jednak w czasie pandemii COVID-19 zakończyła karierę, a później otworzyła własną kwiaciarnię internetową.